# Madagascar 3 : Bons baisers d'Europe (jeu vidéo)
Madagascar 3 : Bons baisers d'Europe (Madagascar 3: The Video Game) est un jeu vidéo d'action-aventure développé par Monkey Bar Games et édité par D3 Publisher, sorti en 2012 sur Wii, PlayStation 3, Xbox 360, Nintendo DS et Nintendo 3DS.
Il est adapté du film du même nom.

## Accueil
- Jeuxvideo.com : 12/20[1] - 11/20 (3DS/DS)[2]